# Vessel (struttura)
Vessel (TKA) è una struttura architettonica e attrazione turistica costruita come parte del progetto di riqualificazione urbanistica Hudson Yards a Manhattan, New York, Stati Uniti. Realizzata in base ai design del progettista britannico Thomas Heatherwick, la complessa struttura a nido d'ape raggiunge un'altezza di 16 piani e comprende 154 rampe di scale, quasi 2 500 gradini e 80 terrazze panoramiche per visitatori, costituendo il principale punto d'interesse della piazza pubblica di Hudson Yards. Finanziata dall'azienda Related Companies, il suo costo di costruzione finale è stimato tra 150 milioni e 200 milioni di dollari.
Il concetto di Vessel fu rivelato al pubblico il 14 settembre 2016, mentre la costruzione ebbe inizio nell'aprile 2017, con pezzi prodotti in Italia e trasportati negli Stati Uniti. L'ultimo elemento, il più alto, fu posto a dicembre, e la struttura fu inaugurata il 15 marzo 2019. L'11 gennaio 2021, a seguito di una serie di suicidi, l'attrazione fu chiusa al pubblico indefinitamente. Venne riaperta il 28 maggio dello stesso anno, per poi essere nuovamente chiusa indefinitamente il 29 luglio in seguito a un ulteriore suicidio.
Il nome della struttura è temporaneo, come indica l'abbreviazione "TKA", che sta per "Temporarily Known As" ("temporaneamente conosciuto come"). Alla sua apertura Vessel ricevette recensioni miste, con alcuni critici che ne apprezzavano la collocazione prominente all'interno di Hudson Yards e altri che ne denigravano il design giudicandolo stravagante. Vessel fu anche criticato inizialmente per la sua politica del copyright riguardo alle fotografie della struttura e per la sua assenza di accessibilità per i visitatori con disabilità. Entrambi i problemi furono successivamente risolti.

## Storia

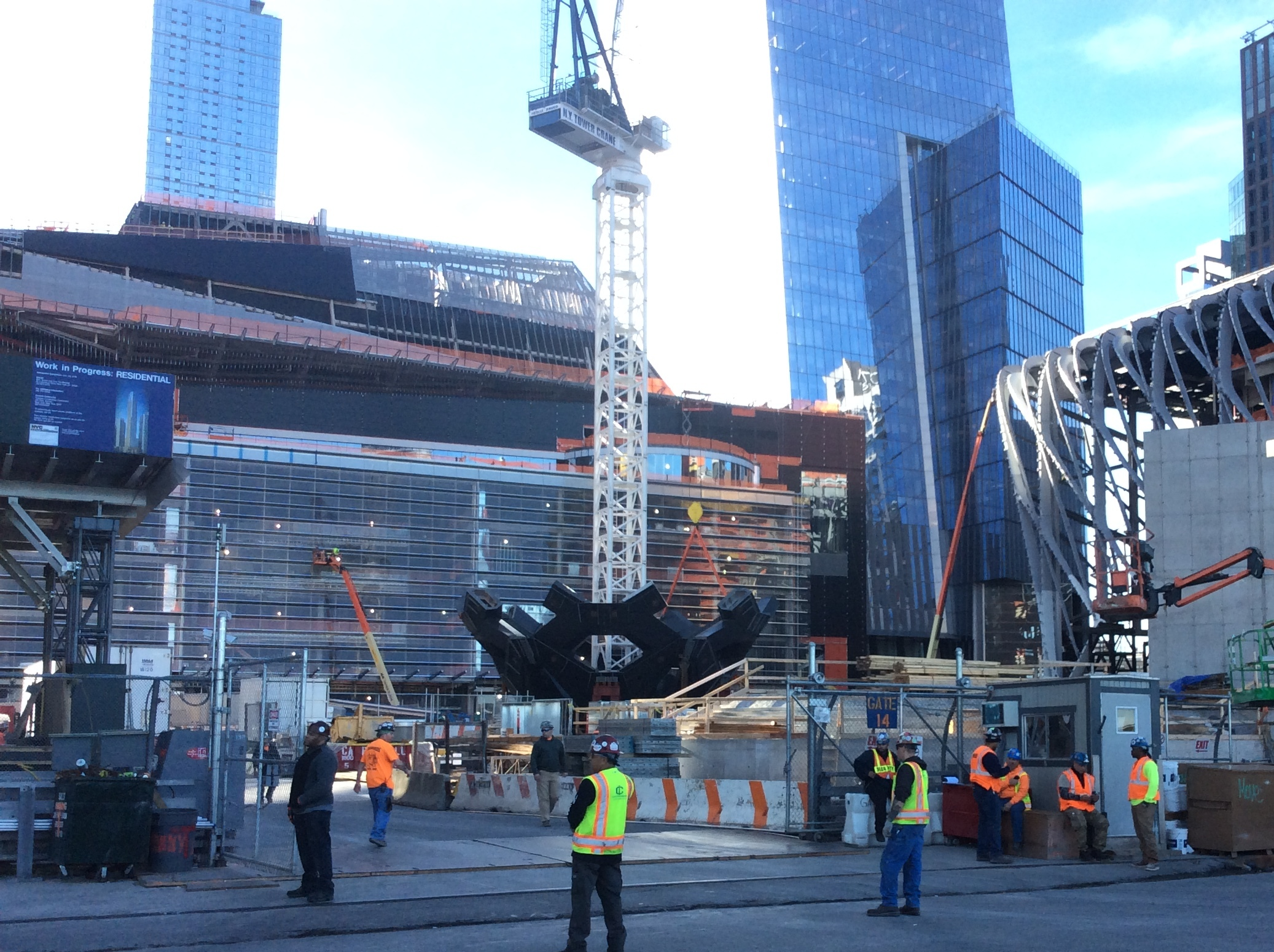
Il cantiere nel maggio 2017

In un'intervista con la rivista Fortune Stephen Ross, amministratore delegato di Related Companies, l'azienda sviluppatrice di Hudson Yards, affermò che voleva «commissionare qualcosa di trasformativo, monumentale», il che portò al concetto per Vessel. Ross aveva gli occhi puntati su cinque artisti non identificati, rinomati per aver progettato piazze simili, ma una volta ricevuti progetti approfonditi da questi, li respinse tutti. A questo punto un suo collega lo introdusse al designer Thomas Heatherwick e, dopo averci parlato per sei settimane, Ross accettò il progetto perché «aveva tutto quello che volevo». In un'intervista con la rivista designboom Heatherwick affermò che l'idea per il design di Vessel gli era venuta da un episodio d'infanzia, nel quale si innamorò di «una vecchia e trascurata scalinata di legno al di fuori di un sito di costruzione locale». I media riportarono l'incarico di Heatherwick per la prima volta nell'ottobre 2013.
Il concetto di Vessel fu rivelato al pubblico il 14 settembre 2016, in un evento con centinaia di partecipanti, tra cui il sindaco di New York Bill de Blasio. Condotto da Anderson Cooper, l'evento comprese anche uno spettacolo dell'Alvin Ailey American Dance Theater evocante il design intrecciato della struttura.
Nell'aprile 2017 il primo pezzo importante della scultura fu installato a Hudson Yards. La costruzione ebbe inizio il 18 aprile, con l'installazione dei primi 10 pezzi su 75 totali. Il termine era previsto per la primavera del 2019, con gli altri 65 pezzi che sarebbero arrivati in cinque gruppi. La posa dell'ultimo pezzo in cima avvenne il 6 dicembre 2017. Nell'ottobre 2018 fu riportato che i biglietti per accedere a Vessel sarebbero stati disponibili per l'acquisto a partire da febbraio, mentre la data di apertura ufficiale del 15 marzo 2019 fu designata nel gennaio 2019. Nello stesso mese gli ufficiali di Hudson Yards iniziarono a sollecitare delle proposte pubbliche riguardo a un nuovo nome per Vessel. Nonostante la struttura non avesse alcun nome ufficiale, il sito di Hudson Yards lo aveva denominato Hudson Yards Staircase ("scalinata di Hudson Yards"). Vessel fu inaugurato da programma il 15 marzo 2019.

### Controversie
Il proprietario di Vessel Hudson Yards fu criticato per la sua politica del copyright circa immagini ritraenti la struttura, poiché inizialmente ne rivendicò il diritto di proprietà, rendendosi libero di utilizzarle senza pagare alcuna royalty. Questa politica esclusiva è stata anche criticata per il fatto che l'azienda, pur essendo privata, avesse beneficiato di 4,5 miliardi di dollari in gettito fiscale per il progetto urbanistico. In risposta Hudson Yards modificò pochi giorni dopo l'apertura di Vessel la sua politica, in modo che i visitatori avessero il diritto di proprietà sulle immagini di Vessel.
A seguito della sua apertura, alcuni critici sottolinearono come Vessel fosse in gran parte inaccessibile ai visitatori in sedia a rotelle. Per design la struttura consisteva principalmente di scale, con un solo ascensore per connettere una delle terrazze al suolo. Per questo motivo dei gruppi di attivisti per i diritti delle persone con disabilità protestarono fuori dalla struttura. Il dipartimento della giustizia statunitense sporse denuncia asserendo che, dato il numero delle terrazze all'interno di Vessel, la maggior parte della struttura, eccetto le porzioni direttamente al di fuori dell'ascensore, non era conforme all'Americans with Disabilities Act, ossia la legge che si occupa, tra le altre cose, dell'eliminazione delle barriere architettoniche. Inoltre le fermate dell'ascensore al quinto e settimo piano erano talvolta saltate per evitare il sovraffollamento. Nel dicembre 2019 Related Companies e l'operatore ERY Vessel LLC raggiunsero un accordo con il dipartimento della giustizia per aumentare l'accessibilità della struttura implementando nuovi ascensori per persone in sedia a rotelle e mantenendo l'accesso agli ascensori a tutti i piani.

### Incidenti e chiusure
Il 1º febbraio 2020 un ragazzo di 19 anni si buttò dal sesto piano di Vessel e morì; i media riportarono ciò come il primo incidente coinvolgente la struttura. Il 22 dicembre 2020 una donna di 24 anni si lanciò dalla sommità e anche lei morì. Un terzo decesso avvenne meno di un mese dopo, l'11 gennaio 2021, quando un turista 21enne si gettò dalla cima. Lo stesso giorno del terzo incidente la struttura fu chiusa a tempo indeterminato, mentre Related Companies, la società sviluppatrice del quartiere di Hudson Yards, affermò in giornata che avrebbe consultato presto psichiatri e altri esperti a proposito dell'implementazione di strategie per la prevenzione di suicidi. Il consiglio distrettuale della zona ingaggiò autonomamente un esperto in prevenzione di suicidi, il quale suggerì di aggiungere reti alla struttura o di innalzare le barriere di vetro. Tuttavia, nessuna modifica fu apportata in definitiva alle barriere.
Vessel fu riaperto il 28 maggio 2021 con nuovi requisiti d'ingresso. Per accedere all'attrazione era necessario essere accompagnato da almeno un'altra persona e, dopo la prima ora di ogni giorno, a pagare un biglietto di 10 dollari qualora si avesse più di cinque anni di età. Il ricavo generato dai biglietti era destinato a finanziare direttamente ulteriori miglioramenti della sicurezza. Infine lo staff doveva essere istruito per riconoscere comportamenti potenzialmente indicativi di intenzioni di autolesionismo. Due mesi dopo la riapertura, il 29 luglio 2021, un ragazzo di 14 anni si suicidò gettandosi dall'attrazione mentre la stava visitando con la sua famiglia. Vessel fu chiuso indefinitamente il giorno stesso e, sempre in giornata, Stephen Ross dichiarò al Daily Beast che il suo team stava valutando se chiuderlo definitivamente.

## Descrizione

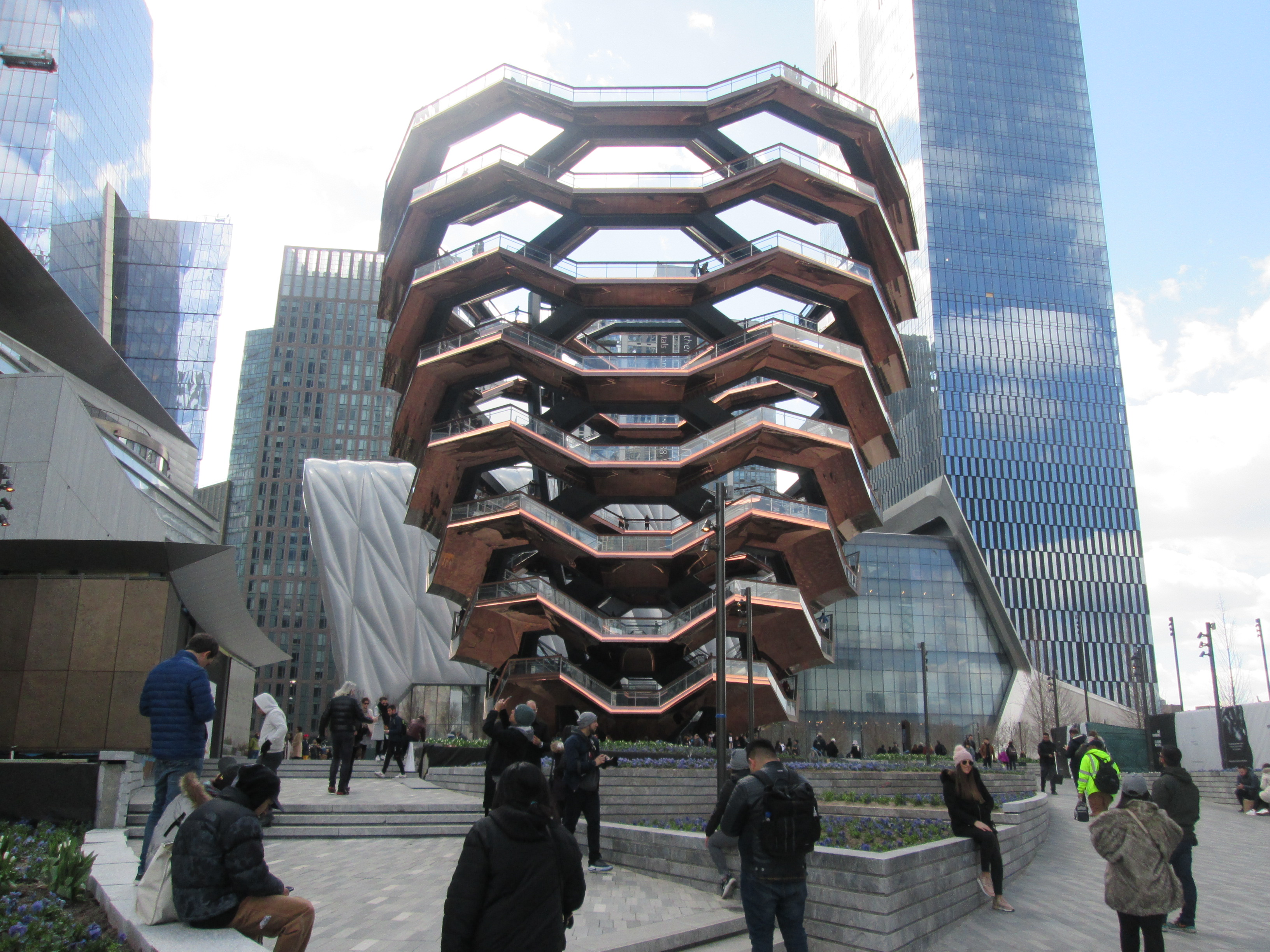
Vessel, con alle spalle The Shed e 15 Hudson Yards

### Struttura
Vessel è una struttura di 16 piani, alta 46 m, costituita da rampe di scale interconnesse, situata in mezzo agli edifici di Hudson Yards nella piazza pubblica Hudson Yards Public Square. Progettata da Thomas Heatherwick, Vessel ha 154 rampe di scale, quasi 2 500 gradini e 80 terrazze per visitatori, con una lunghezza combinata di scalinate di oltre 1 miglio (1,6 km). I gradini rivestiti di rame, disposti a modo di struttura per arrampicata e modellati come in un pozzo a gradini, possono accogliere 1 000 persone alla volta. La struttura dispone anche di rampe e di un ascensore per conformare all'Americans with Disabilities Act, anche se al 2019 solo tre delle terrazze di Vessel sono accessibili in ottemperanza alla legge.
Vessel è largo 15 m alla base, espandendosi a 46 m alla sommità. Stephen Ross affermò che la sua forma insolita era voluta per far spiccare la struttura come un «albero di Natale a dodici mesi». Heatherwick asserì che vorrebbe che i visitatori scalassero ed esplorassero la struttura come se fosse un parco giochi. In cima a Vessel i visitatori possono vedere il fiume Hudson.

### Dintorni
Vessel fu concepito insieme alla piazza pubblica Hudson Yards Public Square nella quale risiede, ideata da Thomas Woltz di Nelson Byrd Woltz Landscape Architects. La piazza di 20000 m² possiede 28 000 piante e 225 alberi, situati sulla piattaforma sulla quale Hudson Yards è costruito. Il lato meridionale della piazza include una copertura di alberi, mentre l'entrata a sud-est contiene anche una fontana. Un «giardino d'ingresso espressivo a seconda della stagione» è presente al di fuori della stazione 34th Street-Hudson Yards della metropolitana di New York, di fronte a Vessel. La piazza connette anche alla High Line, un parco lineare sopraelevato.

### Costo e assemblaggio
Nonostante il costo di Vessel fosse stato originariamente fissato a 75 milioni di dollari, le previsioni furono più tardi ricalcolate nella fascia 150-200 milioni. Heatherwick attribuì il costo molto aumentato alla complessità del realizzare i pezzi in acciaio. I pezzi di Vessel furono assemblati nel comune di Monfalcone in Italia. Le sezioni della scultura furono trasportate via nave ai moli del fiume Hudson, vicino al sito di costruzione.

### Nome
"Vessel" era stato scelto come nome temporaneo della struttura durante la costruzione; un nome definitivo sarebbe stato determinato più avanti. Poco dopo l'inaugurazione Hudson Yards sollecitò il pubblico a mandare proposte per un nome ufficiale, creando un sito apposito per esaminarle.

## Accoglienza
La scultura ha ricevuto sia elogi che critiche. Il giornalista Shawn Tully di Fortune ha definito Vessel «la risposta di Manhattan alla Torre Eiffel», un sentimento condiviso anche dal reporter Tiffany Ap di CNN. La giornalista di Elle Decor Kelsey Kloss ha paragonato Vessel a un disegno di M. C. Escher. Diversi commentatori si sono riferiti alla struttura come il «Giant Shawarma» ("grande kebab"). Parlando a proposito del processo di design della struttura, Heatherwick affermò che «abbiamo dovuto pensare a che cosa avrebbe potuto agire con il ruolo di un monumento, qualcosa che avrebbe potuto aiutare a dare carattere e peculiarità allo spazio». Ted Loos del New York Times ha asserito che la scultura, per quanto sia una «scalinata verso il nulla» in senso funzionale, serve come «punto esclamativo» all'estremo settentrionale della High Line. David Colon di Gothamist ha definito Vessel «un'aggiunta audace al paesaggio della città». Susan Freedman, presidente del Public Art Fund, ha apprezzato i rendering di Vessel ma l'ha caratterizzata come «un atto di fede in termini di dimensioni». Ha inoltre aggiunto che potrebbe esserci troppa domanda per Vessel, specialmente considerando la prossimità della struttura alla High Line.
Altri critici hanno giudicato Vessel negativamente. Il critico d'architettura del New York Times Michael Kimmelman ha definito l'esterno di Vessel «pacchiano» e ha disapprovato più in generale Hudson Yards come una «gated community», ovvero un quartiere residenziale chiuso e recintato, privo di un vero spazio pubblico. Feargus O'Sullivan di CityLab ha caratterizzato Vessel, assieme ai numerosi altri progetti architettonici di Heatherwick finanziati da miliardari, come «un monumento pacchiano all'essere solo un poco libero». Alcuni l'hanno contrastata negativamente a Cloud Gate del Millennium Park di Chicago, chiamando Vessel una «cosa senza valore» e un «pugno nell'occhio». Blair Kamin di Chicago Tribune l'ha definita «ostinata e innaturale».

## Galleria d'immagini

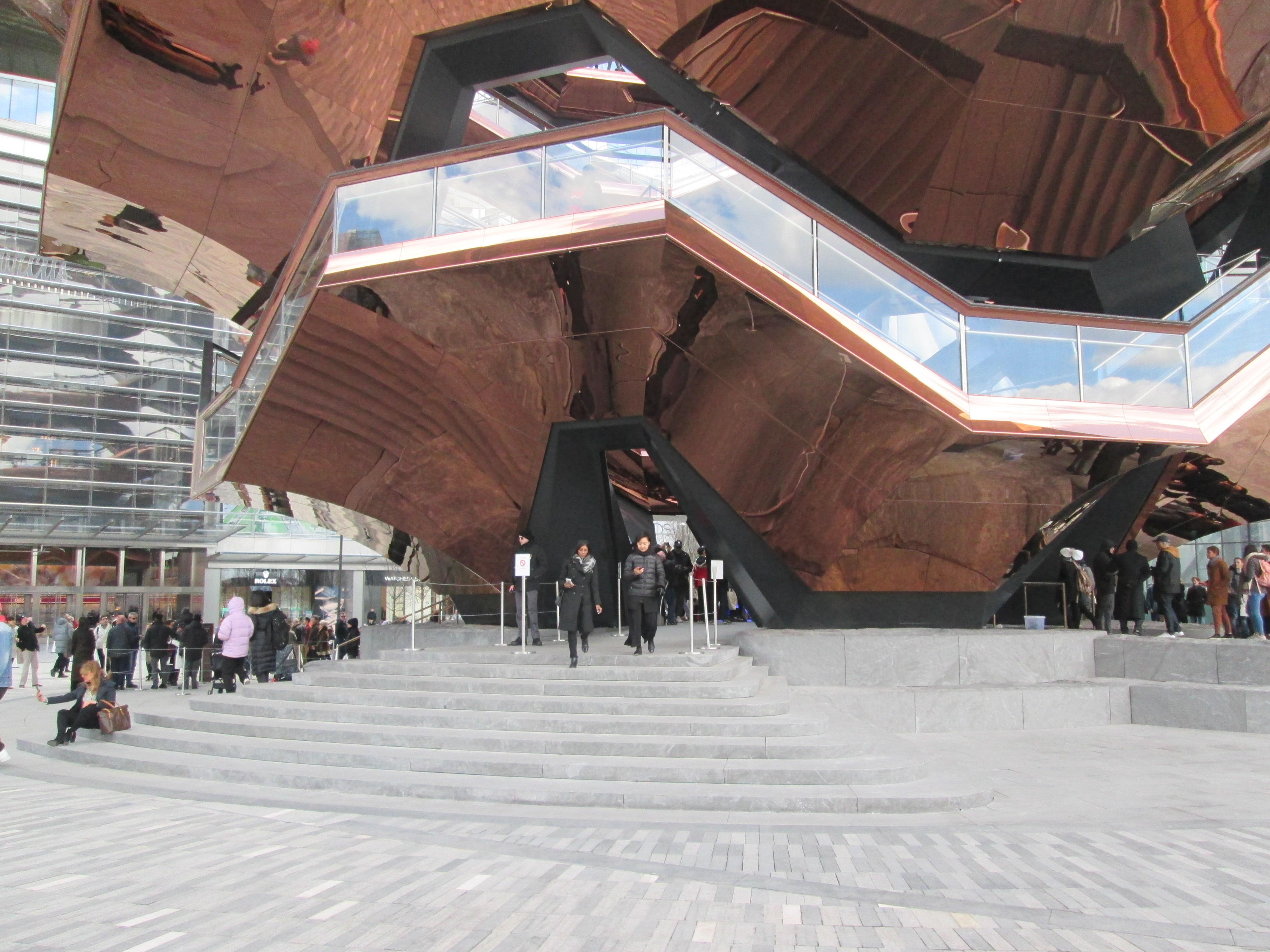
Una delle 5 entrate
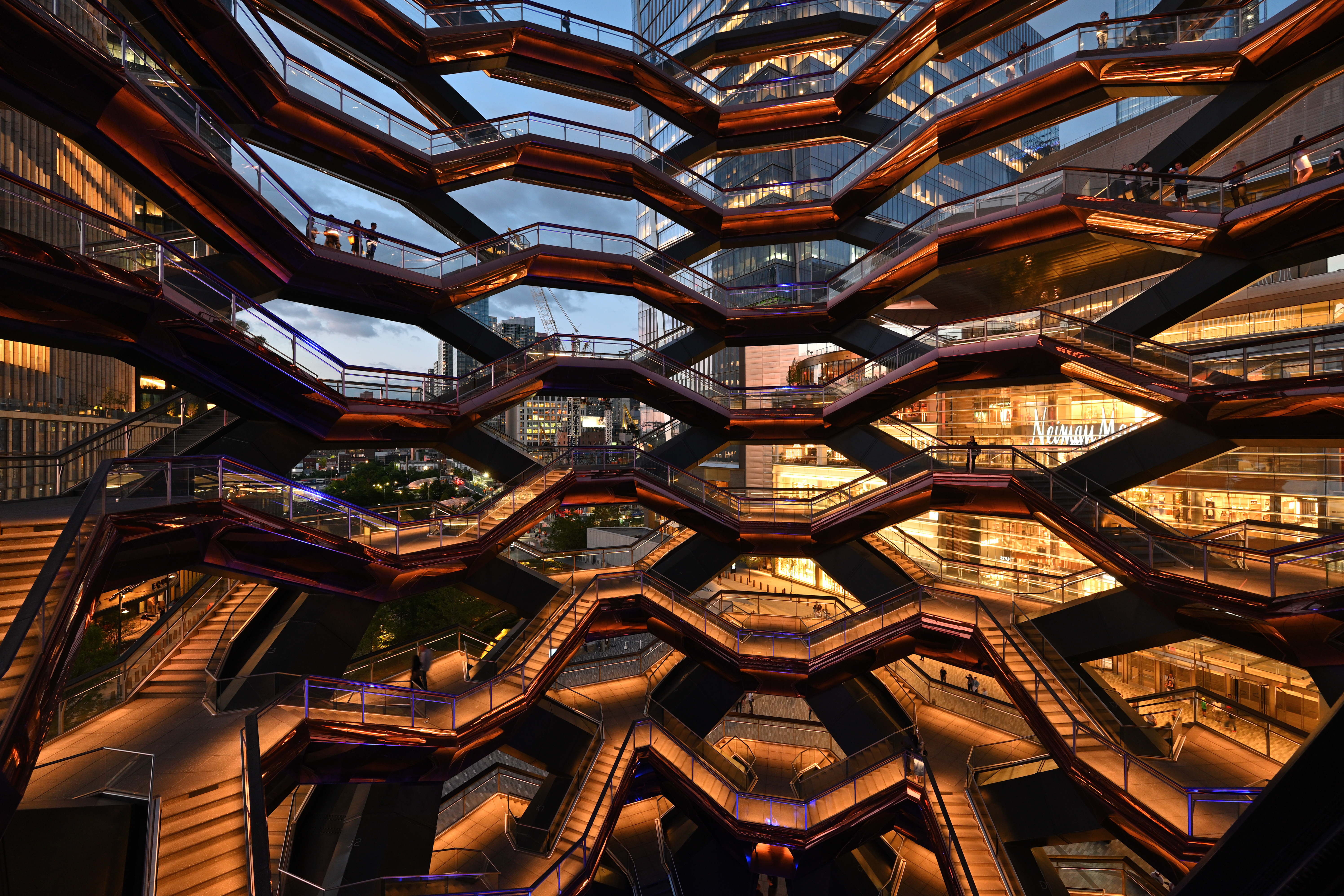
Vista dall'interno
Vista dalla cima
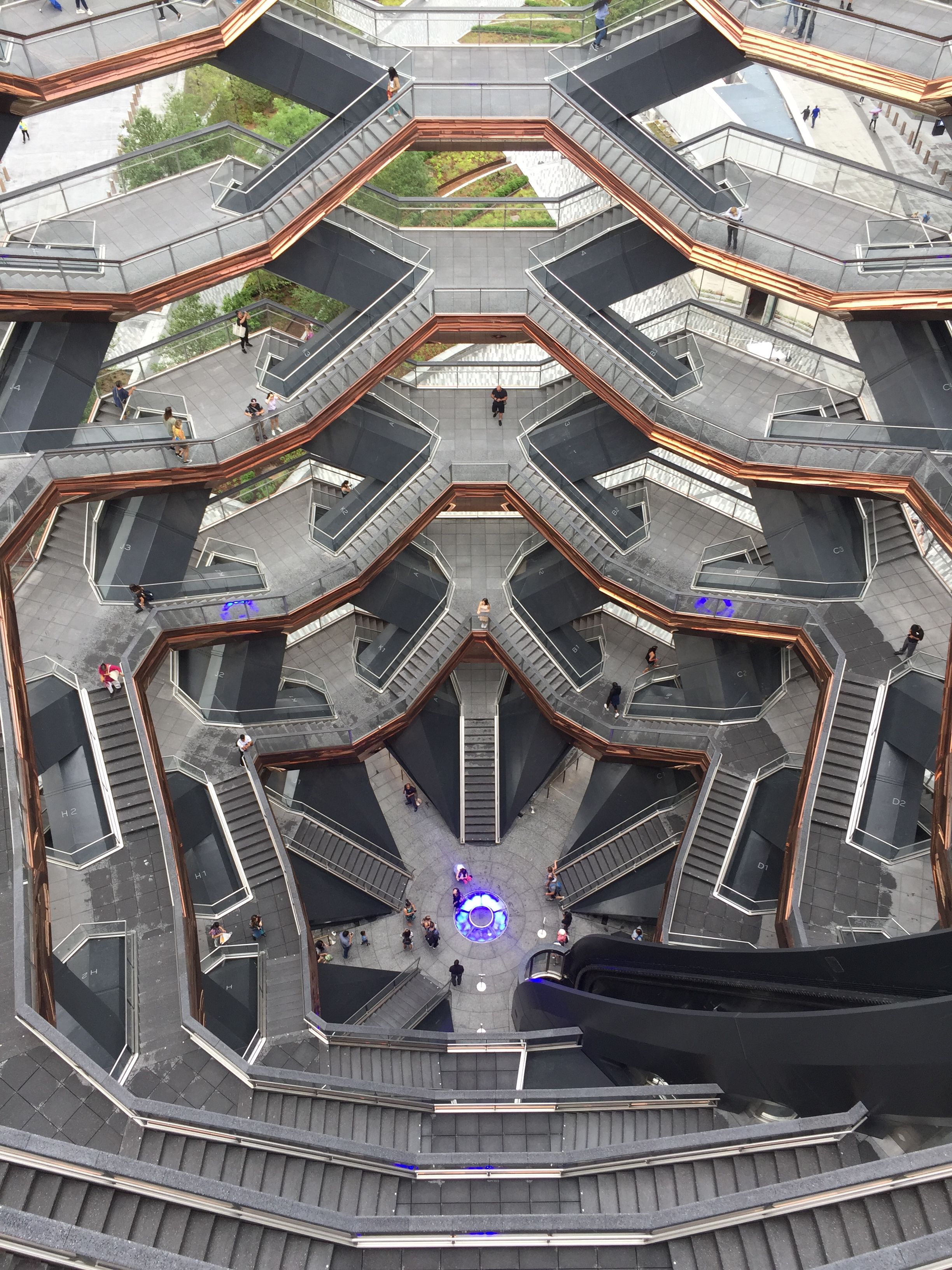
Vista dall'alto
- Video aereo